# 페니 마셜
페니 마셜(Penny Marshall, 1943년 10월 15일 ~ 2018년 12월 17일)은 미국의 배우, 영화 감독, 영화 제작자이다.
2018년 12월 17일, 캘리포니아주 로스앤젤레스의 할리우드 힐스 자택에서 75세를 일기로 숨졌다.

## 작품 목록
- 위기의 암호명 (1986)
- 빅 (1988)
- 사랑의 기적 (1990)
- 그들만의 리그 (1992)
- 르네상스 맨 (1994)
- 프리쳐스 와이프 (1996)
- 라이딩 위드 보이스 (2001)